# Saad Surour
Saad Surour (ar. سعد سرور مسعود سرور بني ياس; ur. 19 lipca 1990 w Abu Zabi) – piłkarz pochodzący ze Zjednoczonych Emiratów Arabskich grający na pozycji obrońcy w emirackim klubie Emirates Club, uczestnik letnich igrzysk olimpijskich w Londynie.

## Kariera

### Klub
Karierę klubową rozpoczął w 2009 roku, debiutując w zespole Al-Ahli. Przez kolejne sezony był wypożyczany do pomniejszych klubów. Po pięciu latach, w 2014 roku, został kupiony przez Baniyas SC. Stamtąd, po roku gry, przeszedł do Emirates Club. W tym samym roku został wypożyczony do Al-Wasl Sports Club na pół sezonu. Po powrocie zaczął ponownie grać dla Emirates Club z numerem 3 na plecach.

### Reprezentacja
Jest członkiem reprezentacji narodowej. Gra z numerem 2.
Wziął udział w turnieju piłki nożnej na igrzyskach w Londynie. Jego reprezentacja zajęła ostatnie miejsce w grupie A, przegrywając z Wielką Brytanią i Urugwajem oraz remisując z Senegalem.